# Miś
Miś is een Poolse filmkomedie uit 1981 onder regie van Stanisław Bareja.

## Verhaal
De voorzitter van een sportvereniging wordt vastgehouden bij de landsgrens op het ogenblik dat zijn ploeg op weg is naar een toernooi. Iemand heeft een paar bladzijden uit zijn paspoort gescheurd. Hij vermoedt dat zijn ex-vrouw het heeft gedaan om hun gezamenlijke bankrekening in Londen leeg te halen.

## Rolverdeling
| Acteur                  | Personage                           |
| ----------------------- | ----------------------------------- |
| Stanisław Tym           | Ryszard Ochódzki / Stanisław Paluch |
| Barbara Burska          | Irena Ochódzka                      |
| Christine Paul-Podlasky | Aleksandra Kozeł                    |
| Krzysztof Kowalewski    | Jan Hochwander                      |
| Bronisław Pawlik        | Werknemer bij Tęcza                 |
| Ewa Bem                 | Zangeres                            |
| Zofia Czerwińska        | Kandidaat voor Irena                |
| Cezary Julski           | Man van de kale vrouw               |
| Marian Łącz             | Gasopnemer                          |
| Stanisław Mikulski      | Kapitein Lech Ryś                   |
| Włodzimierz Nowak       | Dichter                             |
| Wojciech Pokora         | Liedjesschrijver                    |
| Eugeniusz Priwieziencew | Politieagent                        |
| Eugeniusz Robaczewski   | Liedjesschrijver                    |
| Hanna Skarżanka         | Schoonmaakster                      |